# 基督教关于说谎的观点

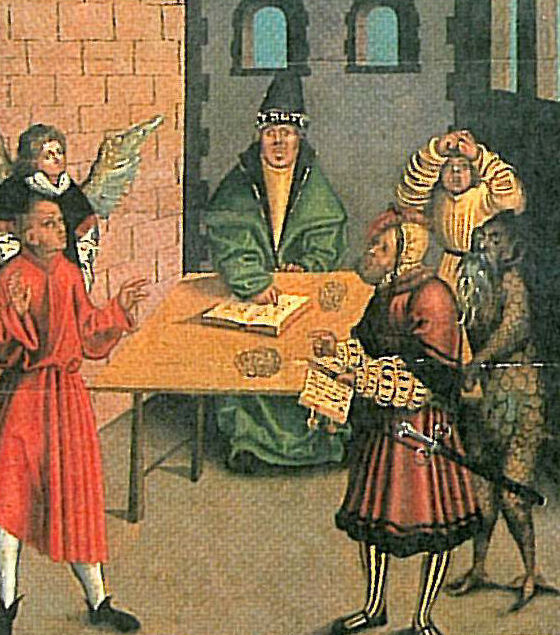
《不可作假见证陷害人》，老卢卡斯·克拉纳赫 绘

在多数基督教教义解释中，撒谎被强烈反对甚至明令禁止。这种立场基于多处《圣经》经文，尤其是《不可作假见证陷害人》这一条十诫之一。尽管如此，基督教神学家对“撒谎”的确切定义及其是否在某些情境下可被接受，存在争议。

## 圣经经文
《十诫》中的一条是“不可作假见证陷害人”；因此，撒谎通常在基督教中被视为一种罪。 《列王纪上》第21章中的拿伯之死，就是一个因假见证而导致不公正后果的例子。
关于该诫命的解释存在分歧： —— 这条诫命是否仅适用于法庭，还是泛指所有形式的撒谎？它是否只是一个消极命令（禁止在法庭上撒谎，或永远不能撒谎），还是也包含积极命令（要求在法庭上或一般情况下说实话）？如果是积极命令，那么它是否仅要求陈述真实事实，还是也包括诚实与正直？
圣经中还有其他谴责谎言的例子，如：“不可偷盗，不可欺骗，也不可彼此说谎”（《利未记》19:11）以及“咒诅那行耶和华事诡诈的”（《耶利米书》48:10）。
但在《希伯来圣经》中，一些使用欺骗或谎言的人似乎因其行为而获得奖赏，这为坚守“撒谎皆为罪”的诠释带来了挑战。 比如，《出埃及记》1:17–21 中的希伯来收生婆在法老命令她们杀死新生男婴时撒谎，她们却得到了神的祝福（神“恩待收生婆，并为她们建立家室”）；《约书亚记》2:1–7 中的喇合对追兵撒谎以保护以色列探子，《希伯来书》11:31 亦称喇合因信称义；《雅各书》2:25 也赞扬她的行为。
在《犹滴记》中，犹滴通过欺骗手段成功刺杀霍罗弗尼斯。 《创世记》中，亚伯拉罕与以撒两人都曾对人谎称自己的妻子是“妹妹”。

## 早期基督教观点
在早期教父时代，不同作家对于某些情境下的欺骗或谎言行为是否可接受存在争议。有些人主张在某些情况（如拯救灵魂、劝说不情愿者接受按立、避免夸耀自身德行以保持谦卑）下说谎是正当的。这类观点的支持者常引用使徒保罗所说的“向什么人，我就作什么人，为要得着他们”的话作为根据。

## 教父观点
奥古斯丁对撒谎问题给予了大量关注，并坚持撒谎在任何情况下都是错误的。他在《论教师》《论基督教教义》《论三位一体》《手册》等书中探讨了撒谎问题，并专门撰写了《论谎言》（De mendacio）与《反对谎言》（Contra mendacium）两部论文。
奥古斯丁认为，只有四种情形下的虚假陈述不构成“撒谎”，因为其并无欺骗之意：解释他人观点、复述记忆内容、口误或言语失误。 他虽然区分了不同类型谎言在可责性上的程度差异，但坚称撒谎本身即为罪行。 大多数学者一致认为，奥古斯丁不接受任何形式的“善意谎言”，即使是为了拯救无辜者生命也不例外。
然而，也存在与之相对的教父传统，认为在某些情况下撒谎是有正当理由的，甚至是义举。这一观点的代表包括伪马克西姆、亚历山大的革利免、俄利根、普瓦捷的希拉里、约翰·卡西安、金口约翰、加沙的多若修斯、安条克的帕拉丢、圣约翰·克里马库斯和诺拉的保利努斯等人。
此传统的核心思想被米兰的安布罗斯总结为：犹滴的行为因其动机是出于宗教而被视为“值得称赞”，因为“她的行为并非出于情欲……而是为信仰、为祖国而行。”

## 后续观点
著名的基督教神学家如多玛斯·阿奎那与约翰·加尔文皆主张基督徒在任何情况下都不应说谎。 奥古斯丁与阿奎那都认为，无论处于何种境况，人都始终有可能采取正确且无可指摘的行动。一些瓦尔度派信徒则在生存面前不强烈反对说谎。 而如约翰·卡西安与H·特里斯特拉姆·恩格尔哈特等为数不多的支持者则主张，在现实生活中确实存在道德困境，有时说谎是必要的。
马丁·路德在其对《马太福音》的注释中认为，在某些情况下即使发假誓也可以接受。他质疑无论什么情形都不能起誓的绝对立场，并引用保罗（林前9:20）或十字军东征期间未兑现的誓言作为依据。
一些人甚至对自己的良心施加极大压力，质疑在从监狱中释放后是否应该郑重发誓不复仇，或是否应该与敌人、甚至是土耳其人订立和平协议与条约。假若事情真到了必须与敌人或土耳其人达成协议与和解的地步……——马丁·路德，《登山宝训释义》
20世纪时，迪特里希·朋霍费尔与莱因霍尔德·尼布尔皆持非绝对主义的立场。 在其著作《伦理》中，朋霍费尔反驳康德伦理学中对说谎的绝对否定。他指出，“康德将诚实视为原则，竟得出荒谬结论：若杀人犯追问我朋友的藏身处，我仍必须如实回答。” 虽然他主张在此情境下应为救友而撒谎，但他也认为无论说或不说都会带来道德罪责。 不过，在后来的文章《说真话意味着什么？》中，他强调“撒谎应被清楚视为可耻行为”，但指出它并不总是导致罪责。
艾伦·维尔黑伊教授认为撒谎不总是错的，他表示：“我们说真话，并非仅为真理本身，而是为了神，也为了爱邻舍。”
《天主教教理》坚持说谎始终为罪。 不过，关于说谎的定义并不统一，不同基督徒对哪些“欺骗”行为构成说谎存在分歧。新自然法学派哲学家克里斯托弗·托勒夫森也认为基督徒绝不可说谎。 然而，学者约翰·斯卡尔科指出，托勒夫森的观点并不流行，且受到广泛批评。

## 公众意见
根据皮尤研究中心2016年调查，美国67%的基督徒（包括81%自认“非常虔诚”的人）认为“始终诚实”是他们基督徒身份的“核心”。
在2014年的“美国宗教景观研究”中，撒过“善意谎言”比例最高的基督教群体为非裔新教徒。

## 延伸阅读
- 《今日基督教》网站关于“谎言”的相关文章